# Мастер спорта международного класса Республики Казахстан
Мастер спорта международного класса Республики Казахстан (каз. Қазақстан Республикасының халықаралық дәрежедегі спорт шебері) — спортивное звание, установленное в Республике Казахстан.

## Нормы присвоения
Нормы и требования для присвоения звания для каждого вида спорта свои, указаны в соответствующем приказе Министерства культуры и спорта Республики Казахстан.

## Порядок присвоения
Спортивное звание «Мастер спорта международного класса Республики Казахстан» присваивается уполномоченным органом в области физической культуры и спорта по представлению местного исполнительного органа области (города республиканского значения, столицы), аккредитованных республиканских и региональных спортивных федераций по видам спорта.
Выполнение спортивного звания подтверждается судейской коллегией по виду спорта в составе не менее трёх судей категории «Национальный спортивный судья высшей категории Республики Казахстан».